# Franciszek Błoński (historyk)
Franciszek Błoński (ur. 25 stycznia 1903 w Krakowie, zm. 7 lipca 1977 w Rzeszowie) – polski historyk, działacz społeczny i kulturalno-oświatowy.

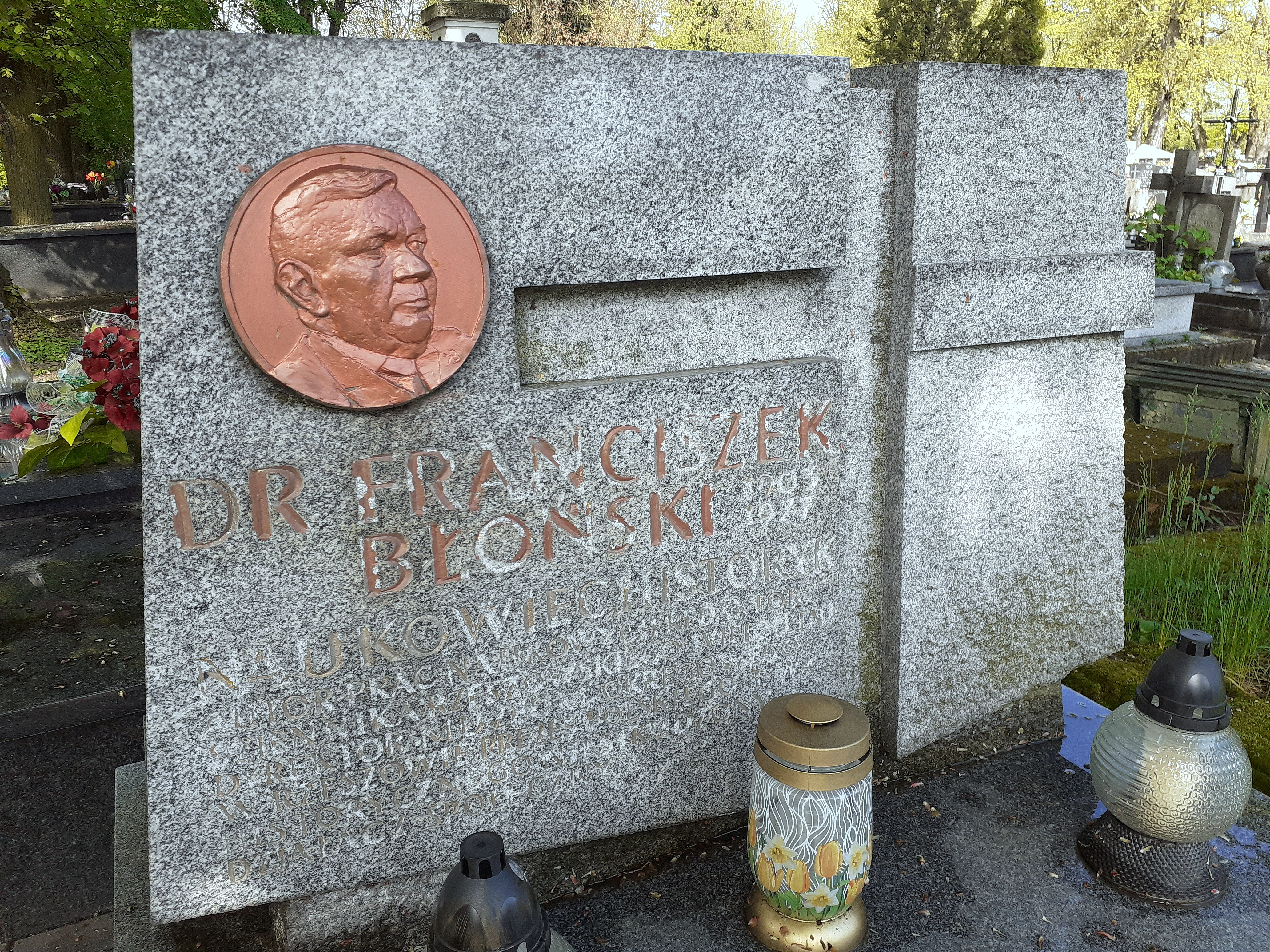
Nagrobek Franciszka Błońskiego

## Życiorys
Urodził się 25 stycznia 1903 w Krakowie, w rodzinie Wojciecha, maszynisty kolejowego, i Wiktorii Błońskich. Dzieciństwo spędził w Dębicy, gdzie ukończył szkołę podstawową i gimnazjum klasyczne. Następnie studiował na Wydziale Historycznym Uniwersytetu Jagiellońskiego, gdzie uzyskał stopień doktora filozofii z zakresu historii. Od 1928 pracował jako nauczyciel historii, początkowo w Krakowie, a następnie w Dębicy, gdzie w 1937 został dyrektorem Miejskiego Koedukacyjnego Gimnazjum Kupieckiego.
Po wyzwoleniu był organizatorem życia społecznego i administracyjnego w Rzeszowie. W 1944 był współzałożycielem pierwszej organizacji Stronnictwa Demokratycznego w Rzeszowie (Klub Demokratyczny), został przewodniczącym Wojewódzkiego Komitetu SD i członkiem władz centralnych tej partii. W 1944 objął stanowisko dyrektora Biura Prezydialnego nowo utworzonej Wojewódzkiej Rady Narodowej w Rzeszowie. Został też członkiem Miejskiej Rady Narodowej. Przez kilka kadencji sprawował mandat radnego Wojewódzkiej Rady Narodowej w Rzeszowie. W latach 1945–1949 wykładał historię i socjologię w Państwowym Studium Administracyjnym w Rzeszowie. Organizator i od 13 maja 1945 redaktor naczelny „Dziennika Rzeszowskiego”. W latach 1947–1949 był etatowym przedstawicielem Polskiej Agencji Prasowej w Rzeszowie, stałym współpracownikiem katowickiej „Trybuny Robotniczej”, której mutacja pn. „Rzeszowska Trybuna Robotnicza” ukazywała się do września 1949.
Działał społecznie. Był prezesem oddziału TPPR w Rzeszowie (1946–1950), prezesem Zarządu Wojewódzkiego Towarzystwa Wiedzy Powszechnej w Rzeszowie (1950–1953), wiceprezesem Oddziału Polskiego Towarzystwa Historycznego, wiceprezesem Towarzystwa Rozwoju Ziem Zachodnich, przewodniczącym Okręgowej komisji Opieki nad Zabytkami, członkiem Zarządu Okręgu PTTK. Działał we Froncie Jedności Narodu, Polskim Komitecie Obrońców Pokoju. W 1960 objął funkcję dyrektora Muzeum Okręgowego w Rzeszowie, którą sprawował do 1972. 
Od 1946 był żonaty z Cecylią z domu Wandeło (1913–1991), która w 1946 była naczelnikiem Wydziału Polityczno-Wychowawczego Wojewódzkiego Urzędu Informacji i Propagandy, dziennikarką, działaczką Ligi Kobiet. Mieli syna.
Został pochowany na cmentarzu Pobitno w Rzeszowie (sektor XII-1-9). 

## Ordery i odznaczenia
- Krzyż Kawalerski Orderu Odrodzenia Polski[8]
- Złoty Krzyż Zasługi (dwukrotnie: 12 czerwca 1946[9], 7 kwietnia 1951[10])
- Medal 10-lecia Polski Ludowej (1955)
- Odznaka 1000-lecia Państwa Polskiego
- Odznaka „Zasłużonemu Działaczowi Stronnictwa Demokratycznego”
- Odznaka „Zasłużony Działacz Kultury”
- Złota Odznaka „Za opiekę nad zabytkami” (1964)[11]
- Złota Honorowa Odznaka PTTK
- Odznaka „Zasłużony Działacz FJN”
- Odznaka „Zasłużony dla województwa rzeszowskiego”